# 許劭
許 劭（きょ しょう、繁体字: 許劭; 簡体字: 许劭; 拼音: Xǔ Shào 和平元年（150年） - 興平2年（195年））は、中国後漢末期の人物批評家。字は子将。豫州汝南郡平輿県の人。従兄は許靖。兄は許虔（字は子政）。子は許混。族弟は許湯（陳国の相）。従姪（許靖の実兄の娘）の子は陳祗。一族の許敬・許訓・許相などは、皆三公まで昇っている。

## 生涯
18歳のときに謝甄の人物評価を受け、その後は自らも人物批評家としての活動を行うようになった（『三国志』）。若い頃は従兄と共に、月に一度に「月旦評」と呼ばれる人物評論会を開いていた（『後漢書』）。彼の影響力は絶大で、彼に称賛された者は出世し、称賛されなければ没落の道を辿ったといわれる（『太平御覧』）など、人物批評家として当時の一大家であった。現代においても、この許劭の故事に由来し、「月旦評」は人物の批評を意味するようになった。
同郷の袁紹は、許劭から批判されることを怖れて、その華美な装いを改めたという（『後漢書』）。また、若い頃の曹操も橋玄の薦めにより彼と会って自分を評価してもらい、「子治世之能臣亂世之奸雄」（『三国志』魏書武帝紀）または「君清平之奸賊亂世之英雄」（『後漢書』許劭傳）と称されている（現代日本語では「治世の能臣、乱世の奸雄」）。曹操はその人物評を聞いて、相当に喜んだという（『三国志』）。
その後、徐璆は彼を功曹として登用した。さらに曹操や楊彪など様々な人物が許劭を招聘しようとしたが、彼は全て断った（『後漢書』）。やがて、中央が戦乱に巻き込まれるようになると、難を避けて江南に移住した。劉繇の元にいた時期があり、劉繇が孫策に敗れると共に豫章へ落ち延び、曹操や劉表の助けを受けるよう勧めている。興平2年（195年）、病のために豫章郡で亡くなった。享年46。
彼の人物批評の手法は、対象が誰であっても憚らず、自らが善と見なす人物に対しては賞賛を与えるが、そうでない人物に対しては徹底的な批判を与えるというものであった。ただ、そういった手法に対して批判的な言説もあり、曹丕などは許劭のことを批判している（『三国志』）。そのほか蔣済なども、許劭の人物批評が私情を交えた不公平なものだと批判している（『三国志』）。というのもそれは、諸葛亮をはじめ王朗や蔣済など、多くの人士から尊敬を集めた許靖を、全く評価しなかったためである。許劭と許靖は、従兄弟同士でありながらその仲が険悪であり、許劭も人物批評の上では許靖を黙殺していたという。